# Lista över UN-nummer 1601 till 1700
Det här är en lista över UN-nummer 1601 till 1700.

## UN 1601 till 1700[1]
| UN-nummer | Klass | Namn                                                                                          |
| --------- | ----- | --------------------------------------------------------------------------------------------- |
| UN 1601   | 6.1   | Desinfektionsmedel, fast, giftigt, n.o.s.                                                     |
| UN 1602   | 6.1   | Färgämne, flytande, giftigt, n.o.s. eller färgämneskomponent, flytande, giftig, n.o.s.        |
| UN 1603   | 6.1   | Etylbromacetat                                                                                |
| UN 1604   | 6.1   | Etylendiamin                                                                                  |
| UN 1605   | 6.1   | Etylendibromid                                                                                |
| UN 1606   | 6.1   | Ferriarsenat                                                                                  |
| UN 1607   | 6.1   | Ferriarsenit                                                                                  |
| UN 1608   | 6.1   | Ferroarsenat                                                                                  |
| UN 1611   | 6.1   | Hexaetyltetrafosfat                                                                           |
| UN 1612   | 2     | Hexaetyltetrafosfat och därmed komprimerade gasblandningar                                    |
| UN 1613   | 6.1   | Cyanvätesyra, vattenlösning (vätecyanid, vattenlösning) med högst 20% vätecyanid              |
| UN 1614   | 6.1   | Cyanväte, stabiliserad med mindre än 3 % vatten och absorberat av ett inert, poröst material. |
| UN 1616   | 6.1   | Blyacetat                                                                                     |
| UN 1617   | 6.1   | Blyarsenater                                                                                  |
| UN 1618   | 6.1   | Blyarseniter                                                                                  |
| UN 1620   | 6.1   | Blycyanid                                                                                     |
| UN 1621   | 6.1   | London purple                                                                                 |
| UN 1622   | 6.1   | Magnesiumarsenat                                                                              |
| UN 1623   | 6.1   | Kvicksilver(II)arsenat                                                                        |
| UN 1624   | 6.1   | Kvicksilver(II)klorid                                                                         |
| UN 1625   | 6.1   | Kvicksilver(II)nitrat                                                                         |
| UN 1626   | 6.1   | Kvicksilver(II)kaliumcyanid                                                                   |
| UN 1627   | 6.1   | Kvicksilver(I)nitrat                                                                          |
| UN 1629   | 6.1   | Kvicksilveracetat                                                                             |
| UN 1630   | 6.1   | Kvicksilverammonium(II)klorid                                                                 |
| UN 1631   | 6.1   | Kvicksilver(II)bensoat                                                                        |
| UN 1634   | 6.1   | Kvicksilverbromider                                                                           |
| UN 1636   | 6.1   | Kvicksilvercyanid                                                                             |
| UN 1637   | 6.1   | Kvicksilverglukonat                                                                           |
| UN 1638   | 6.1   | Kvicksilver(I)jodid                                                                           |
| UN 1639   | 6.1   | Kvicksilvernukleat                                                                            |
| UN 1640   | 6.1   | Kvicksilveroleat                                                                              |
| UN 1641   | 6.1   | Kvicksilver(II)oxid                                                                           |
| UN 1642   | 6.1   | Kvicksilveroxicyanid, okänsliggjord                                                           |
| UN 1643   | 6.1   | Kvicksilver(II)kaliumjodid                                                                    |
| UN 1644   | 6.1   | Kvicksilversalicylat                                                                          |
| UN 1645   | 6.1   | Kvicksilversulfat                                                                             |
| UN 1646   | 6.1   | Kvicksilvertiocyanat                                                                          |
| UN 1647   | 6.1   | Metylbromid och etylendibromid, blandning, flytande                                           |
| UN 1648   | 3     | Acetonitril                                                                                   |
| UN 1649   | 6.1   | Antiknackningsmedel för motorbränsle (tetraetylbly, tetrametylbly)                            |
| UN 1650   | 6.1   | beta-Naftylamin, fast                                                                         |
| UN 1651   | 6.1   | Naftyltiourea                                                                                 |
| UN 1652   | 6.1   | Naftylurea                                                                                    |
| UN 1653   | 6.1   | Nickelcyanid                                                                                  |
| UN 1654   | 5.1   | Nikotin                                                                                       |
| UN 1655   | 6.1   | Nikotinförening, fast, n.o.s. eller nikotinberedning, fast, n.o.s.                            |
| UN 1656   | 6.1   | Nikotinhydroklorid, flytande eller nikotinhydroklorid, lösning                                |
| UN 1657   | 6.1   | Nikotinsalicylat                                                                              |
| UN 1658   | 6.1   | Nikotinsulfat, lösning                                                                        |
| UN 1659   | 6.1   | Nikotintartrat                                                                                |
| UN 1660   | 2     | Kväveoxid, komprimerad                                                                        |
| UN 1661   | 6.1   | Nitroaniliner (o-, m-, p-)                                                                    |
| UN 1662   | 6.1   | Nitrobensen                                                                                   |
| UN 1663   | 6.1   | Nitofenoler (o-, m-, p-)                                                                      |
| UN 1664   | 6.1   | Nitrotoluener, flytande                                                                       |
| UN 1665   | 6.1   | Nitroxylener, flytande                                                                        |
| UN 1669   | 6.1   | Pentakloretan                                                                                 |
| UN 1670   | 6.1   | Perklormetylmerkaptan                                                                         |
| UN 1671   | 6.1   | Fenol, fast                                                                                   |
| UN 1672   | 6.1   | Fenylkarbylaminklorid                                                                         |
| UN 1673   | 6.1   | Fenylendiaminer (o-, m-, p-)                                                                  |
| UN 1674   | 6.1   | Fenylkvicksilveracetat                                                                        |
| UN 1677   | 6.1   | Kaliumarsenat                                                                                 |
| UN 1678   | 6.1   | Kaliumarsenit                                                                                 |
| UN 1679   | 6.1   | Kaliumkopparcyanid                                                                            |
| UN 1680   | 6.1   | Kaliumcyanid, fast                                                                            |
| UN 1683   | 6.1   | Silverarsenit                                                                                 |
| UN 1684   | 6.1   | Silvercyanid                                                                                  |
| UN 1685   | 6.1   | Natriumarsenat                                                                                |
| UN 1686   | 6.1   | Natriumarsenit, vattenlösning                                                                 |
| UN 1687   | 6.1   | Natriumazid                                                                                   |
| UN 1688   | 6.1   | Natriumkakodylat                                                                              |
| UN 1689   | 6.1   | Natriumcyanid, fast                                                                           |
| UN 1690   | 6.1   | Natriumfluorid, fast                                                                          |
| UN 1691   | 6.1   | Strontiumarsenit                                                                              |
| UN 1692   | 6.1   | Stryknin eller strykninsalter                                                                 |
| UN 1693   | 6.1   | Tårgasämne, flytande, n.o.s.                                                                  |
| UN 1694   | 6.1   | Brombensylcyanider, flytande                                                                  |
| UN 1695   | 6.1   | Kloraceton, stabiliserad                                                                      |
| UN 1697   | 6.1   | Kloracetonfenon, fast                                                                         |
| UN 1698   | 6.1   | Difenylaminklorarsin                                                                          |
| UN 1699   | 6.1   | Difenylklorarsin, flytande                                                                    |
| UN 1700   | 6.1   | Tårgasljus                                                                                    |